# Écordal
Écordal ist eine französische Gemeinde mit 290 Einwohnern (Stand: 1. Januar 2022) im Département Ardennes in der Region Grand Est (bis 2015 Champagne-Ardenne). Sie gehört zum Arrondissement Vouziers, zum Kanton Attigny sowie zum Gemeindeverband Crêtes Préardennaises.

## Geographie
Die Gemeinde wird vom Fluss Foivre durchquert und liegt inmitten von Feldern, Wiesen, Obstplantagen und Wäldern. Umgeben wird Écordal von den Nachbargemeinden Saint-Loup-Terrier im Norden, Guincourt im Nordosten, Tourteron im Osten, Suzanne und Charbogne im Südosten, Alland’Huy-et-Sausseuil im Südwesten, Sorcy-Bauthémont im Westen und Chesnois-Auboncourt im Nordwesten.

## Bevölkerungsentwicklung
| Jahr                       | 1962 | 1968 | 1975 | 1982 | 1990 | 1999 | 2005 | 2010 | 2019 |
| Einwohner                  | 359  | 325  | 291  | 225  | 214  | 267  | 302  | 293  | 306  |
| Quellen: Cassini und INSEE |      |      |      |      |      |      |      |      |      |

## Sehenswürdigkeiten
- Kirche Saint-Rémi
- Wassermühle von Écordal, eine 1866 gegründete Pigmentfabrik. Sie ist das letzte Werk Frankreichs, in dem natürliche Erdfarben hergestellt werden.

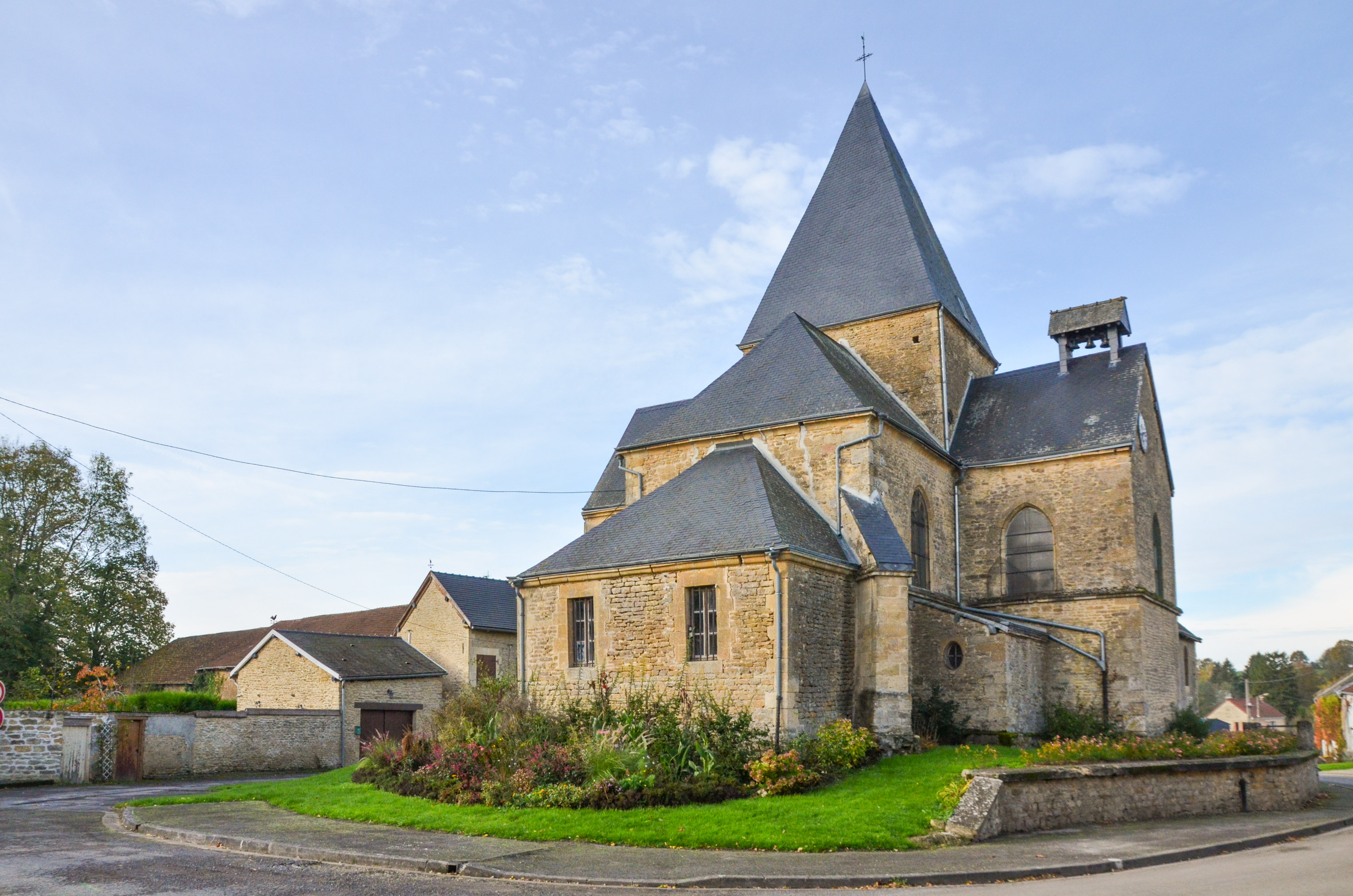
Kirche Saint-Rémi
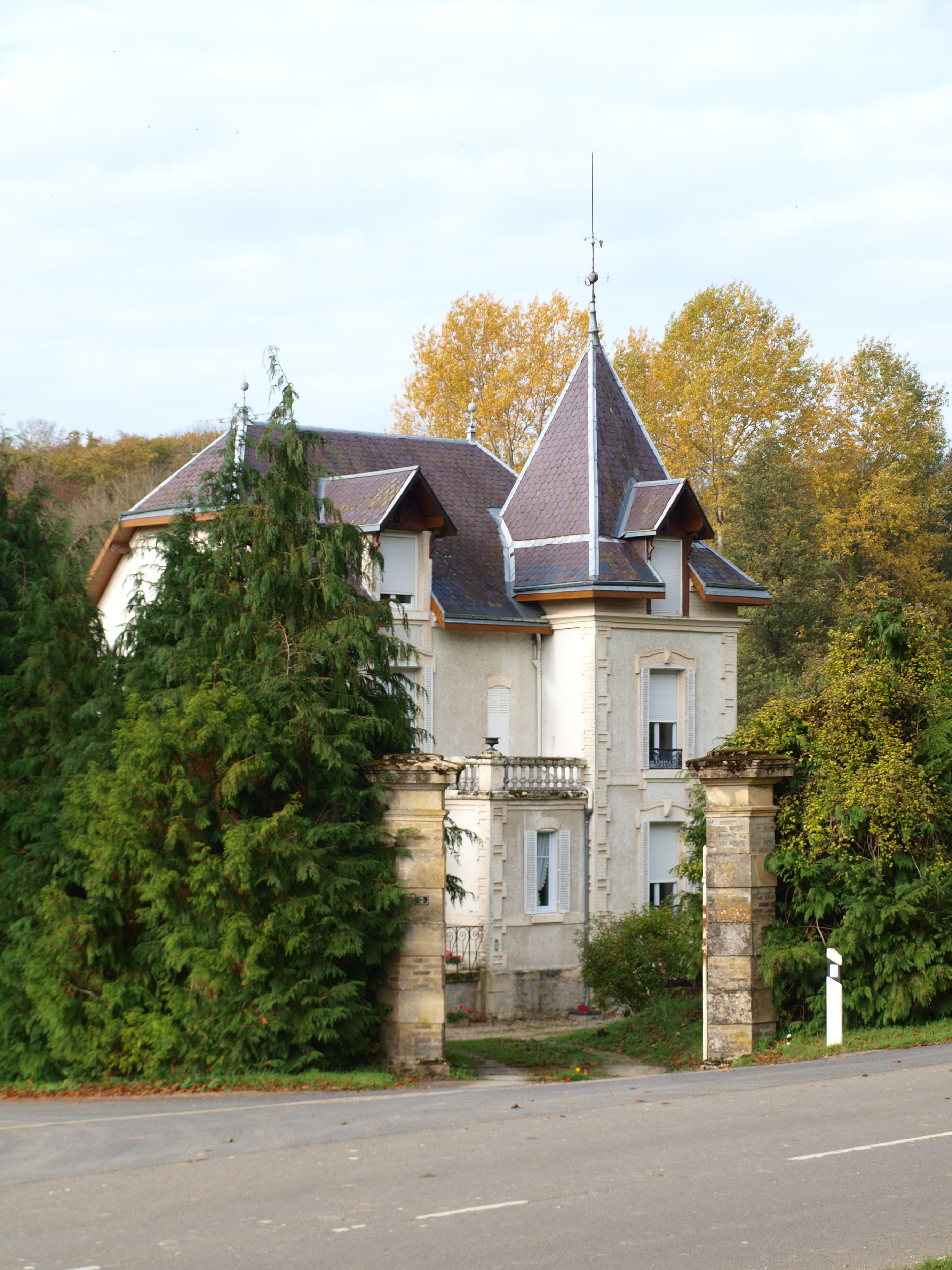
Wassermühle

## Persönlichkeiten
- Jean-Charles de Coucy (1746–1824), Bischof von La Rochelle und Erzbischof von Reims